# Springfield (Kentucky)
|  | Dieser Artikel wurde aufgrund von inhaltlichen Mängeln auf der Qualitätssicherungsseite des Projektes USA eingetragen. Hilf mit, die Qualität dieses Artikels auf ein akzeptables Niveau zu bringen, und beteilige dich an der Diskussion! Eine nähere Beschreibung der zu behebenden Mängel fehlt. |

Springfield ist eine Stadt im US-Bundesstaat Kentucky. Das U.S. Census Bureau hat bei der Volkszählung 2020 eine Einwohnerzahl von 2846 ermittelt. Die Stadt wurde im Jahr 1793 gegründet und umfasst eine Fläche von 6,5 Quadratkilometern. Sie ist Verwaltungssitz des Washington County.

## Umgebung
Springfield befindet sich ungefähr 24 km östlich von Bardstown, 16 km nördlich von Lebanon und 27 km westlich von Danville.
Benachbarte Orte in einem Radius von 24 km um Springfield:

## Geschichte
Springfield wurde 1793 gegründet und möglicherweise nach Quellen in der Gegend benannt.
Das „Richard Berry, Jr., House“ Haus und das „Mordecai Lincoln House“ Haus sind historische Gebäude in Springfield und in dem National Register of Historic Places aufgeführt.

## Persönlichkeiten
- John Pope (um 1770–1845), Politiker
- Lemuel Boulware (1895–1990), Manager bei General Electrics
- Paul Derringer (1906–1987), US-amerikanischer Baseballspieler
- Shipwreck Kelly (1910–1986), American-Football-Spieler
- Nancy Hanks Lincoln, Mutter von Abraham Lincoln
- Thomas Lincoln, Vater von Abraham Lincoln
- Georgia Davis Powers (1923–2016), Politikerin
- Elizabeth Madox Roberts (1881–1941), Autorin
- Phil Simms (* 1954), American-Football-Spieler und Fernsehmoderator

## Klima
Das Klima in dieser Gegend ist gekennzeichnet von heißen, schwülen Sommern und normalerweise milden bis kalten Wintern. Nach der Effektive Klimaklassifikation hat Springfield ein Ostseitenklima, abgekürzt als „Cfa“ auf Klimakarten.